# Heidemarie Schneider
Heidemarie Schneider (* 21. März 1944 in Görlitz; † 2. November 2024) war eine deutsche Schauspielerin.

## Leben und Werk
Nach einem Studium an der Hochschule für Film und Fernsehen Potsdam hatte sie Engagements unter anderem bei der Volksbühne, dem Thalia Theater Hamburg, der Schaubühne oder dem Deutschen Theater Berlin.
Ab den 1960er-Jahren war sie in vielen Film- und Fernsehproduktionen aktiv, unter anderem in ihrer Debüt-Rolle als Erna in Karla. Größere Bekanntheit erlangte sie durch ihre Hauptrolle in der DEFA-Produktion Das Fahrrad unter der Regie von Evelyn Schmidt. Die Regisseurin besetzte Schneider in weiteren ihrer Filme, darunter in Auf dem Sprung (1984) und Der Hut (1991).
Weitere Auftritte hatte Schneider unter anderem als Gemeindeschwester in Loriots Komödie Pappa ante portas, einer Episode von Polizeiruf 110 und Herrmann Zschoches Bürgschaft für ein Jahr.
Heidemarie Schneider starb am 2. November 2024 im Alter von 80 Jahren.

## Filmografie (Auswahl)
- 1965: Karla
- 1967: Das Mädchen auf dem Brett
- 1968: Mord am Montag
- 1969: Jungfer, Sie gefällt mir
- 1970: Unterwegs zu Lenin
- 1971: Kennen Sie Urban?
- 1972: Der Mann, der nach der Oma kam
- 1972: Eolomea
- 1979: Polizeiruf 110: Walzerbahn (TV-Reihe)
- 1981: Asta, mein Engelchen
- 1981/1988: Jadup und Boel
- 1981: Bürgschaft für ein Jahr
- 1981: Darf ich Petruschka zu dir sagen?
- 1982: Das Fahrrad
- 1984: Auf dem Sprung
- 1987: Der kleine Staatsanwalt
- 1991: Der Hut
- 1991: Pappa ante portas
- 1992: Miraculi
- 1995: Neben der Zeit (TV)
- 1995: Wolffs Revier (TV-Serie, eine Folge)
- 1996: Das Erbe des Försters
- 1996: Engelchen
- 1997: Ein Fall für zwei (TV-Serie, eine Folge)
- 1998: Wolffs Revier: Freiwild (TV-Serie)
- 2000: Fremde Freundin
- 2000: Die Polizistin (TV)
- 2000: Ein Fall für zwei (TV-Serie, eine Folge)
- 2001: Paulas Schuld (TV)
- 2009: Wohin mit Vater?
- 2009: Bei uns und um die Ecke (TV)
- 2013: Willkommen auf dem Land (TV)

## Hörspiele
- 1990: Waltraut Lewin: Der goldene Regen (Frau) – Regie: Barbara Plensat (Hörspiel – Rundfunk der DDR)
- 2003: Dylan Thomas: Unter dem Milchwald (Mrs. Watkins) – Regie: Götz Fritsch (Hörspiel – MDR)